# Nuoto ai XVII Giochi del Mediterraneo - 100 metri dorso maschili
Le gare di nuoto nella categoria 100 metri dorso maschili si sono tenute il 24 giugno 2013 al Yeni Olimpik Yüzme Havuzu di Mersin.

## Calendario
Fuso orario EET (UTC+3).
| Data      | Ora   | Turno    |
| --------- | ----- | -------- |
| 24 giugno | 10:05 | Batterie |
| 24 giugno | 18:45 | Finale   |

## Risultati
Gli 11 atleti vengono inquadrati in due batterie rispettivamente da 5 e 6 nuotatori ciascuna. Si qualificano alla finale i primi otto tempi.

### Batterie
| Pos. | Nome                            | Nazione   | Tempo   | Batt. | Corsia | Note |
| ---- | ------------------------------- | --------- | ------- | ----- | ------ | ---- |
| 1    | Güven Duvan                     | Turchia   | 55"90   | 2     | 6      | Q    |
| 2    | Niccolò Bonacchi                | Italia    | 55"92   | 2     | 5      | Q    |
| 3    | Matteo Milli                    | Italia    | 56"16   | 2     | 4      | Q    |
| 4    | Juan Francisco Segura Gutiérrez | Spagna    | 56"29   | 1     | 5      | Q    |
| 5    | Eric Ress                       | Francia   | 56"75   | 1     | 4      | Q    |
| 6    | Benjamin Stasiulis              | Francia   | 56"99   | 2     | 3      | Q    |
| 7    | Bilal Achelhi                   | Marocco   | 57"63   | 1     | 6      | Q    |
| 8    | Berk Kahraman                   | Turchia   | 58"33   | 2     | 2      | Q    |
| 9    | Óscar Pereiro Carril            | Spagna    | 58"91   | 1     | 3      |      |
| 10   | Gorazd Chepishevski             | Macedonia | 1'00"23 | 2     | 7      |      |
| 11   | Taki Mrabet                     | Tunisia   | -       | 1     | 2      | DNS  |

### Finale
| Pos. | Atleta                          | Nazionalità | Tempo | Corsia |
| ---- | ------------------------------- | ----------- | ----- | ------ |
|      | Matteo Milli                    | Italia      | 55"12 | 3      |
|      | Benjamin Stasiulis              | Francia     | 55"14 | 7      |
|      | Juan Francisco Segura Gutiérrez | Spagna      | 55"57 | 6      |
| 4    | Niccolò Bonacchi                | Italia      | 55"69 | 5      |
| 5    | Eric Ress                       | Francia     | 56"12 | 2      |
| 6    | Güven Duvan                     | Turchia     | 56"21 | 4      |
| 7    | Bilal Achelhi                   | Marocco     | 57"47 | 1      |
| 8    | Berk Kahraman                   | Turchia     | 58"01 | 8      |